# Jacob Pieter van Braam
Jacob Pieter van Braam, (Werkhoven, 27 oktober 1737 - Zwolle, 16 juli 1803) was een Nederlands admiraal.

## Naar zee
Van Braam werd op 27 oktober 1737 geboren als zoon van de schout van Werkhoven Frans Thomas van Braam en Everharda Catharina van Nimwegen, die hem op 5 november 1737 lieten dopen. Hij trad in 1748 op tienjarige leeftijd als adelborst in dienst bij de Admiraliteit van Amsterdam, in navolging van zijn vijf jaar oudere halfbroer Willem van Braam, een zoon van zijn vader uit diens eerste huwelijk. Drie jaar later, in mei 1751, voer hij mee op een eskader van drie oorlogsschepen onder leiding van kapitein Pieter Hendrik Reynst dat voor de kust van Marokko moest kruisen om de onderhandelingen over een vredesverdrag met dat land kracht bij te zetten. De besprekingen werden door de Nederlandse consul in Gibraltar François Butler en zijn broer Louis gevoerd met een vazal van sultan Muley Abdallah, de pasja van Tétouan, die als voornaamste verantwoordelijke werd gezien voor de aanvallen van de Barbarijse Zeerovers op handelsschepen in de Middellandse Zee. Onderhandelen was moeilijk vanwege de voortdurende burgeroorlogen in Marokko. Het werd nog lastiger toen Jacobs schip, het fregat Huys in't Bosch onder kapitein-ter-zee Hendrik Cornelis Steenis met 132 man aan boord in december in een zware storm op de kust liep en in stukken brak. De bemanning wist op vijf na het strand te bereiken maar werd door de plaatselijke bevolking beroofd en meegevoerd. Enkele zieken die te zwak waren om te lopen werden doodgeslagen. De overigen werden tot slaaf gemaakt in Tétouan. Jacob werd hier door de pasja in huis genomen. In juli werden allen meegevoerd naar Fez, waar de sultan, 'zynde een Kleyn, Zwart en Maager Perzoon', kapitein Steenis benoemde tot 'Opzigter over de gevangenen Hollandsche slaaven, die tegenwoordig te Fez waaren'. Allen behalve Steenis werden te werk gesteld bij het sjouwen van zware stenen voor reparaties aan de stadsmuren, waarbij ze 'onmenschelyk geslaagen' werden. Pas op 21 november 1752 lukte het de Butlers vrede te sluiten en tegen betaling van losgeld en geschenken de 108 overlevende bemanningsleden van de Huys ín't Bosch en 142 andere Nederlandse zeelieden, die soms al tientallen jaren in slavernij hadden geleefd, vrij te krijgen.

## Carrière

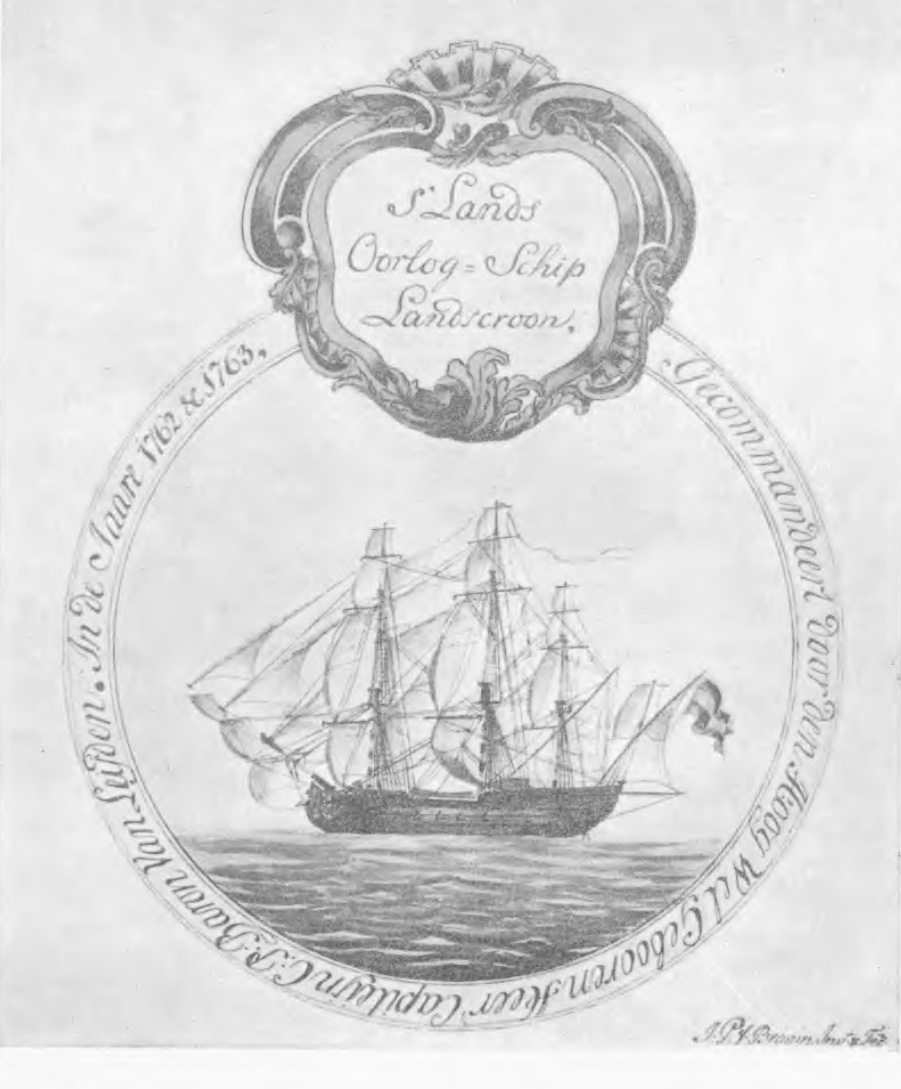
Van Braams tekening van het linieschip Landscroon waar hij in 1762-1764 op diende.

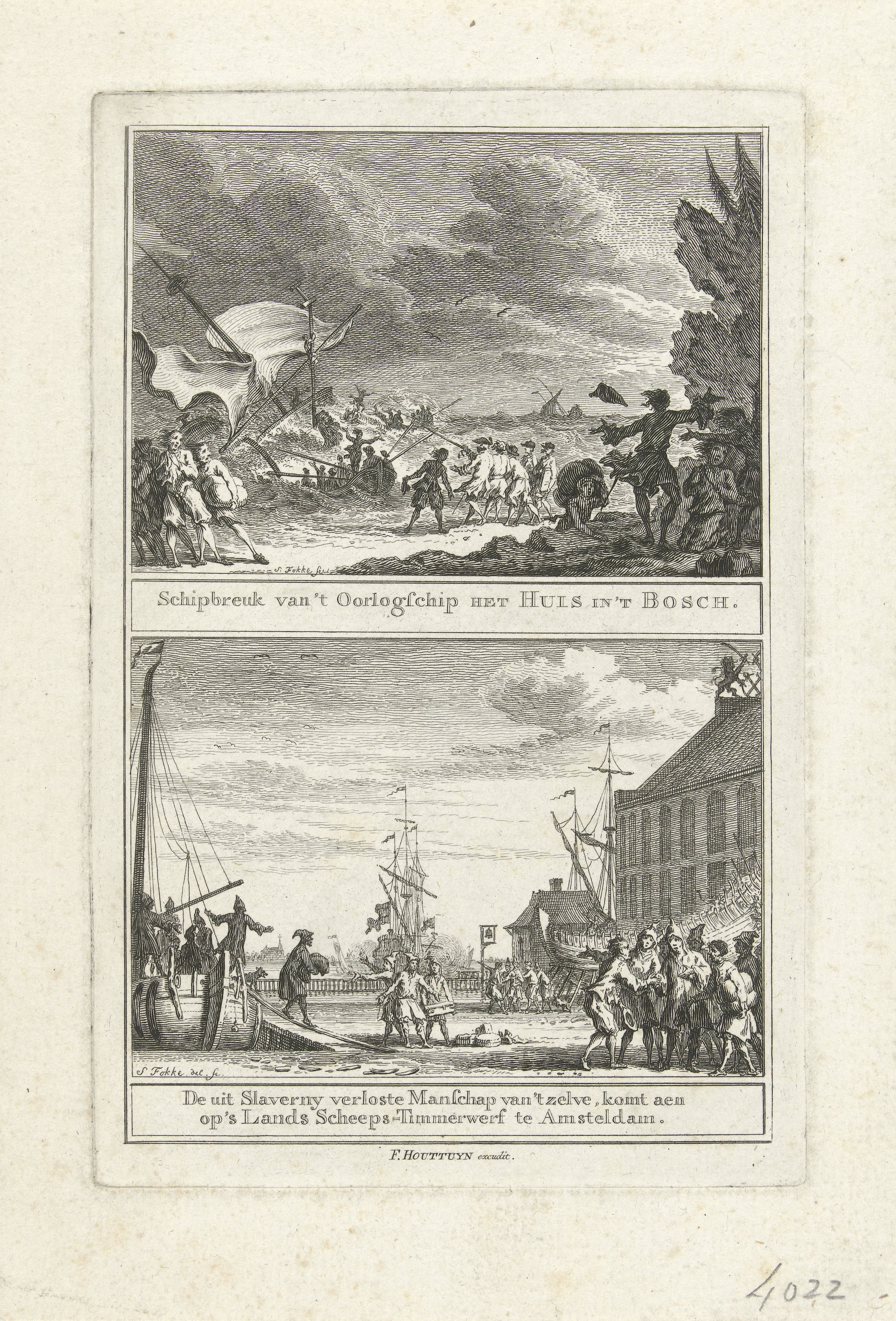
Schipbreuk van de Huis in't Bosch en terugkomst van de bemanning.

Op 25 februari 1753 werd Van Braam bevorderd tot luitenant-ter-zee, en in 1758, als twintigjarige, tot commandeur in de rang van kapitein-luitenant-ter-zee. Hij leerde in die tijd ook tekenen, en tekende op zijn reizen schepen, kustgezichten en plattegronden waarvan een aantal bewaard is gebleven. Hij voer die jaren onder diverse kapiteins op oorlogsschepen die kruisten op de Noordzee, het Kanaal, de Middellandse Zee en de Caraïbische Zee. In 1764 gooide hij het over een andere boeg. Hij nam, in overleg met de Admiraliteit, en weer in navolging van zijn broer Willem, dienst bij de VOC. Veel luitenants en onderofficieren deden dat omdat ze geen gage kregen doorbetaald als ze buiten dienst waren, wat in vredestijd vaak het geval was. Van Braam behield wel zijn rang bij de marine, en zou zelfs twee jaar later door de stadhouder benoemd worden tot extraordinair kapitein-ter-zee, klaarblijkelijk vooruitlopend op zijn terugkeer.

## Equipagemeester bij de VOC

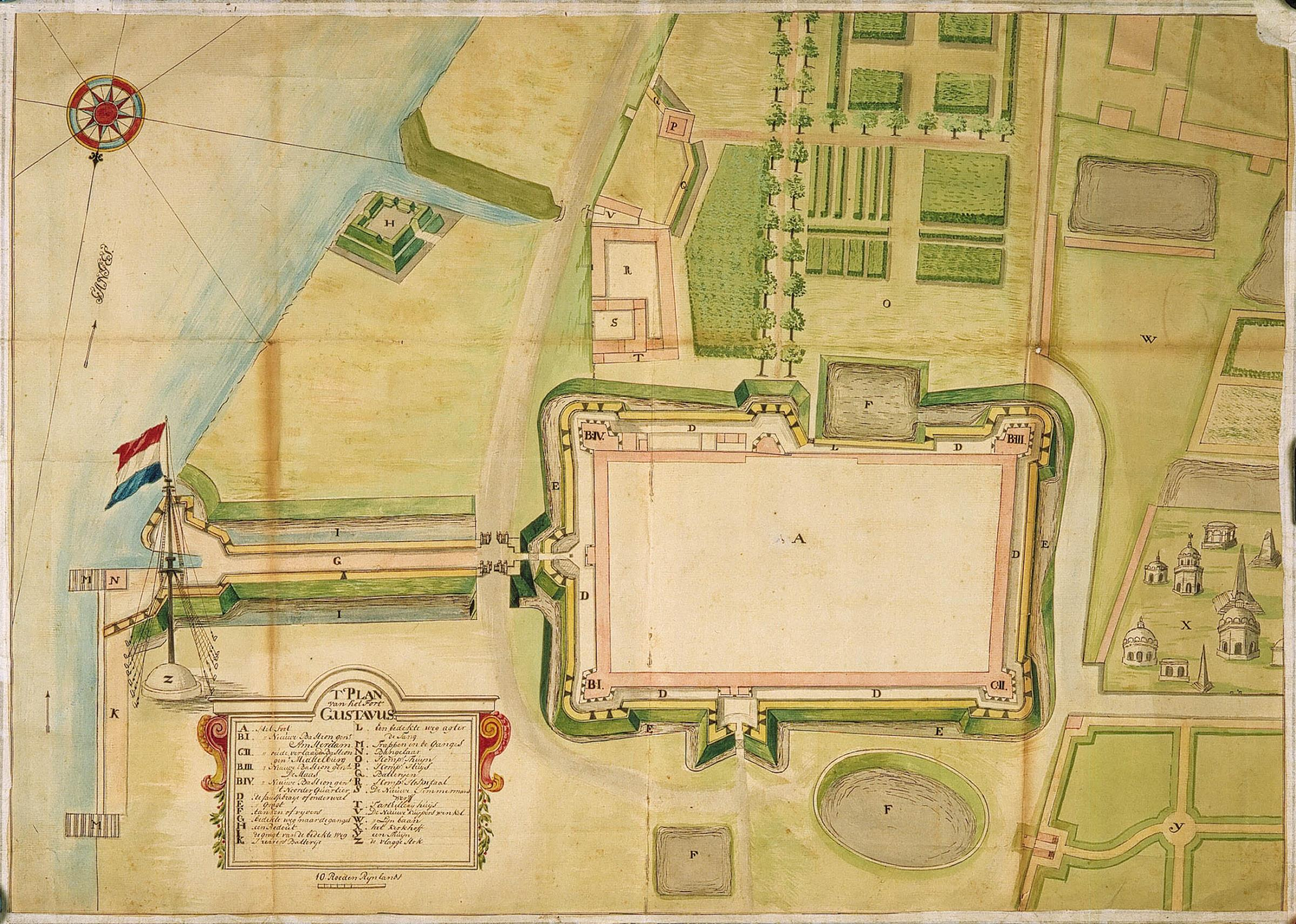
Fort Gustavus in Chinsura, Bengalen.

Op 18 mei 1764 vertrok hij als schipper van het schip Amerongen van de VOC-Kamer Amsterdam naar Batavia, waar hij 29 december aankwam. Begin 1767 trouwde hij daar met de veertien jaar jongere Ursula Martha Feith. Zij was in Cochin geboren, waar haar vader voor de VOC werkte. Ze zouden samen vier zoons en vier dochters krijgen, waarvan een zoon en een dochter jong overleden. In augustus van datzelfde jaar vertrok hij als schipper van de Vrouwe Cornelia Hillegonda naar de VOC-factorij in Chinsura (ook wel Hougli genoemd) in Bengalen, waar hij equipagemeester werd. Hij was in die functie verantwoordelijk voor de toerusting van de factorij, maar was daarnaast ook actief in particuliere handel voor de firma van zijn vader F.T van Braam & N.J. van Baggen. In 1771 werd zijn zoon Jacob Andries van Braam geboren, die later als koopman carrière zou maken in de VOC en het tot Raad van Indië bracht in Nederlands-Indië. In 1773 eindigde zijn contract, maar bleef hij nog drie jaar in Chinsura, vermoedelijk vanwege de particuliere handel. In juni 1776 kwam hij als schipper van de Jonge Lieve terug in de Republiek. Hoewel hij niet meer voor de VOC werkte was hij in Kaapstad als schipper benoemd omdat de oorspronkelijke schipper, Willem Ferret, onderweg was overleden.

## Terug bij de marine
Van Braam ging met zijn gezin in Gelderland wonen, waar hij het herenhuis de Engelenburg in Brummen kocht, 'een plaats van waarde' met 'schone plantagieën'. Hij zou het in 1781 weer verkopen aan Robert Jasper van der Capellen. Hij maakte in deze jaren voor de Admiraliteit kruistochten op de Noordzee en in het Kanaal, onder andere met de Venus, een fregat met een bemanning van 150 koppen en 26 stukken geschut. Op dit schip brak in augustus 1779 muiterij uit toen het al een half jaar op de rede van Texel lag. De bemanning, die al drie keer zo lang in dienst was dan was afgesproken, en bang was om geprest te worden om op andere schepen nog langer te blijven dienen, weigerde van boord te gaan als zij hun ontslag niet kregen. Van Braam zelf was toen al op de Engelenburg maar keerde terug aan boord, waar 'Capiteijn Van Braam ter dier tijt zoo door matroosen als soldaaten zoodaanig was omsingelt dat hij nergens heen konde'. Uiteindelijk verscheen de Hoge Scheepskrijgsraad met een aantal oorlogsschepen. President van de krijgsraad was Reynst, inmiddels viceadmiraal. Het oproer werd onderdrukt en de leiders kregen in oktober diverse straffen: 'laarzen' (geseling), van de ra laten vallen en kielhalen. De rest kreeg gratie. Van Braams carrière liep geen schade op.

## Oorlog

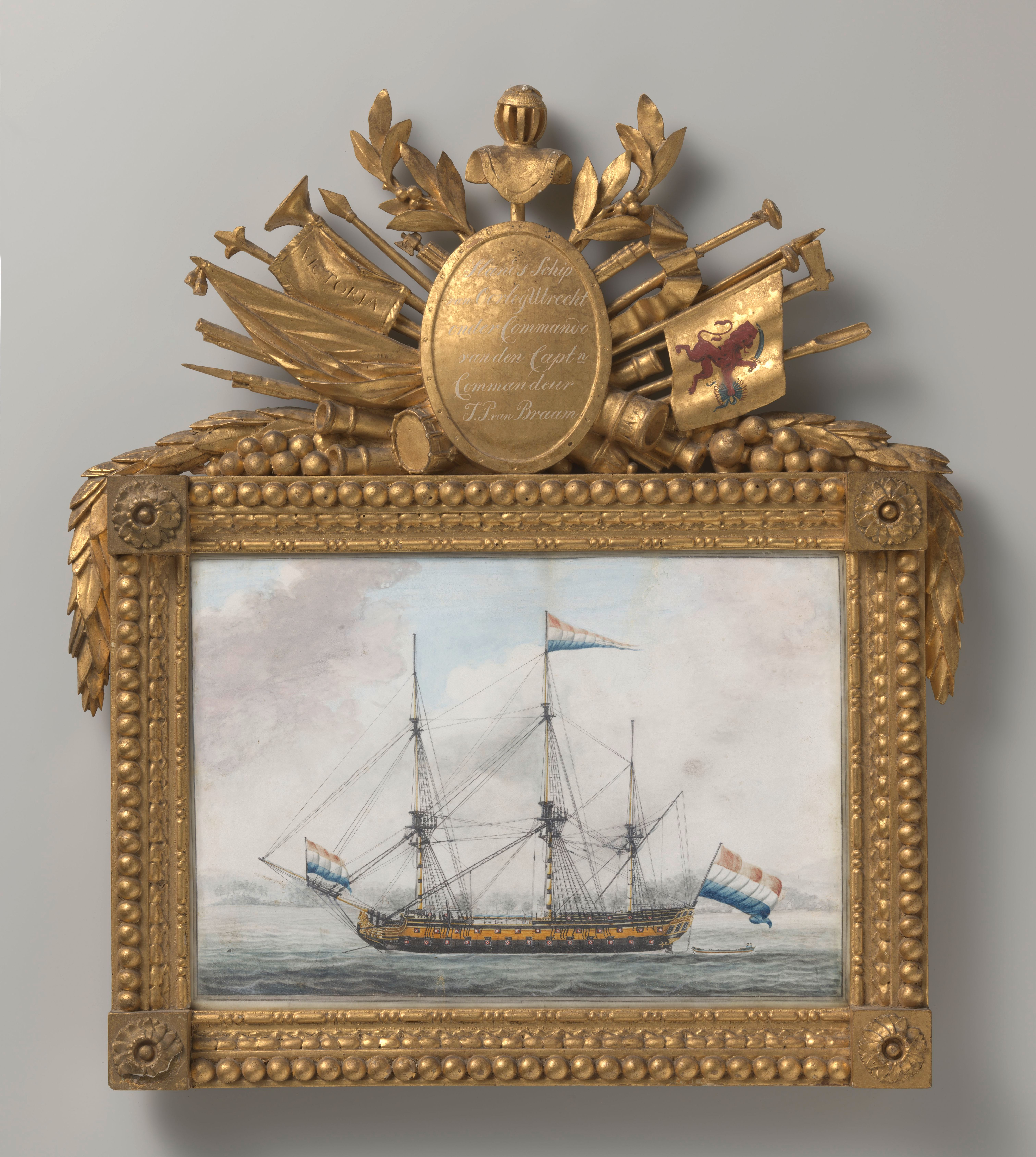
Het linieschip Utrecht.

In december 1780 brak de Vierde Engels-Nederlandse Oorlog uit. De verwaarlozing van de vloot als gevolg van de jarenlange neutraliteitspolitiek brak de Republiek toen op. Tegenover de 122 Britse linieschepen stonden slechts 17 Nederlandse. Ook de VOC was niet voorbereid op oorlog. In totaal zouden elf Oostindiëvaarders door de Britten gekaapt worden, vaak omdat de bemanning nog niet wist dat het oorlog was en geen veilige haven had opgezocht. De scheepvaart lag daarna twee jaar vrijwel stil. Ook veel factorijen werden door de Britten ingenomen en geruïneerd. In oktober 1782 maakte Van Braam als vlagkapitein op de Utrecht deel uit van een eskader van schout-bij-nacht Jan Hendrik van Kinsbergen dat de retourvloot uit Azië en een konvooi uit de Oostzee vanuit Bergen in Noorwegen veilig naar huis moest begeleiden. Op deze door zware stormen geteisterde tocht verging het nieuwe schip de Unie met 450 man aan boord toen het in één keer omsloeg en naar de diepte zonk. Nadat ook de Zierikzee door zware schade naar Denemarken moest uitwijken (en daar schipbreuk leed) keerde het eskader onverrichter zake terug. De retourvloot en het Oostzeekonvooi bereikten overigens op eigen kracht veilig de thuishaven.

## Naar Indië
In december werd Van Braam benoemd tot kapitein-commandeur van een eskader van vier linieschepen waaronder de Utrecht, aangevuld met twee fregatten, dat het Nederlandse imago in Azië weer wat op moest vijzelen en de VOC bijstand moest verlenen, zoals bij het heroveren van Trincomalee in Ceylon. Hij werd tevens tot Raad van Indië benoemd. Het eskader mocht 'de brede wimpel' in de top van de mast van de Utrecht voeren. Door herstelwerkzaamheden aan dit schip vertrok het eskader pas op 14 maart. Het werd een moeizame reis. 136 bemanningsleden stierven al voor de Kaap de Goede Hoop door ziekte. Aan de Kaap moest men lang blijven wachten op instructies. Intussen was Trincomalee heroverd door de Franse bondgenoot, zodat het eskader doorvoer naar Batavia. Na een kort bezoek aan Bantam, waar de oorlogsschepen veel indruk maakten op de sultan en de rest van de bevolking (de VOC had zelf slechts bewapende handelsschepen, die een stuk kleiner waren) kwam men op 4 maart 1784 in Batavia aan. Het was de eerste keer dat de marine van de Republiek in de regio verscheen. Tot dan toe had de VOC nooit een beroep op de marine hoeven te doen.

## De expeditie naar Malakka en Riouw

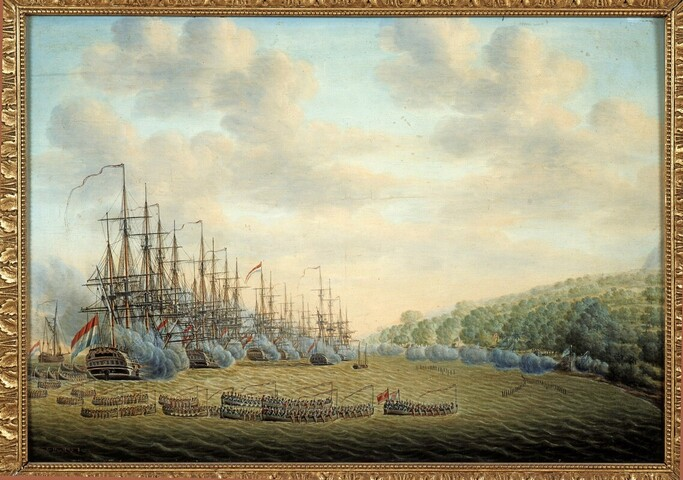
Eskader Van Braam en de landing op de kust van Malakka.

Inmiddels was de oorlog met de Britten al weer afgelopen, tot teleurstelling van Van Braam, maar na overleg met gouverneur-generaal Alting kon hij met de schepen eind april vertrekken naar Malakka, dat werd belegerd door de vorst van Riouw, de Boeginees radja Hadji, bijgestaan door het ook door een Boeginees geregeerde sultanaat Selangor. De hele zuidwestkant van de stad was geplunderd en in brand gestoken. De Boeginezen, oorspronkelijk afkomstig uit Sulawesi, hadden zich in de 18e eeuw meester gemaakt van het eiland Bintan, de haven van het sultanaat Johor. De sultans hadden zij op het tweede plan gezet. Riouw/Johore en de VOC waren oude bondgenoten, maar de recente kaping van het Britse opiumschip Betsy in de haven van Riouw door het VOC-schip Mars en de St. Thérèse van de Franse kaper Mathurin Barbaron had roet in het eten gegooid. Gouverneur de Bruyn van Malakka, Barbaron en radja Hadji hadden hierbij samengewerkt maar radja Hadji kreeg zijn aandeel in de buit niet. Hij had daarop Malakka met zijn leger aan de landzijde ingesloten om genoegdoening te krijgen. Batavia was zo onverstandig partij te kiezen voor de Bruyn en oorlog te voeren tegen radja Hadji.

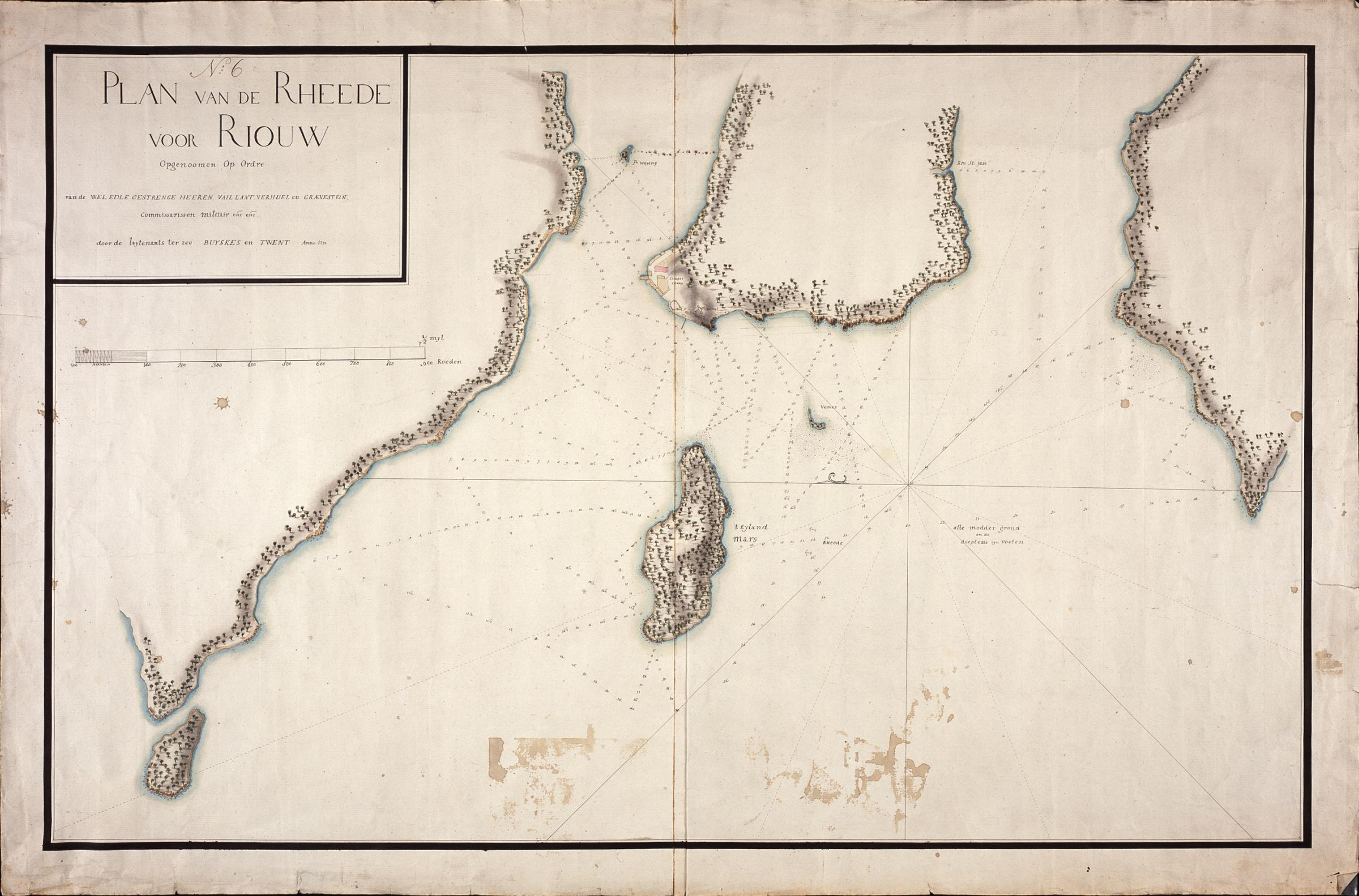
Het eiland Mars bij Riouw. Een kaart van Arnold Buyskes uit 1791.

Op de ochtend van 18 juni werden door 735 man landingstroepen van het eskader Van Braam de Boeginezen verjaagd, waarbij radja Hadji sneuvelde door een musketkogel. Op 2 augustus werd onder leiding van kapitein-luitenant Dirk van Hogendorp ook nog Selangor veroverd, hoewel radja Ibrahim en zijn volgelingen konden vluchten. Eind oktober verscheen het eskader voor Riouw. Nadat onderhandelingen mislukt waren werd het op de 29e beschoten vanaf de schepen en gingen landingstroepen aan land op het eiland Mars (het huidige Pulau Penyengat). Zonder veel moeite werd het daar aanwezige fort ingenomen, hoewel veel Boeginezen ontsnapten, waaronder de leider radja Ali. Van Braam installeerde er een garnizoen, en zond twee kapiteins, Johan Splinter Stavorinus en Frederik van Rechteren, naar Riouw met een voorstel voor een vredesverdrag namens de VOC. Dat werd op 10 november aan boord van de Utrecht gesloten met radja Tua, een minister van de jonge sultan van Johor, Mahmoed Sjah III. Van Braam keerde met zijn eskader terug naar Batavia en werd daar met veel eerbetoon ontvangen. De terugreis naar de Republiek ging via Trincomalee en Galle in Ceylon, waar Van Braam nog over land naar Colombo reisde voor een ontmoeting met gouverneur Van de Graaff. Via de Kaap de Goede Hoop kwam het eskader eind juni 1786 weer aan bij Texel, minus ongeveer een derde deel van de soldaten, dat vooral aan 'zeer kwaat-aartige heete koortsen en roode loop' tijdens de expeditie was overleden. Op de Boeginezen veroverde vlaggen werden gewoontegetrouw opgehangen in de Ridderzaal in Den Haag, en Van Braam werd op 12 juni 1788 bevorderd tot schout-bij-nacht. Hij schreef een uitgebreid rapport voor de Staten Generaal, waarin hij zijn bemanning prees voor 'hunnen langen, en peniblen dienst in de versengde lugtstreek'.

## Zwolle

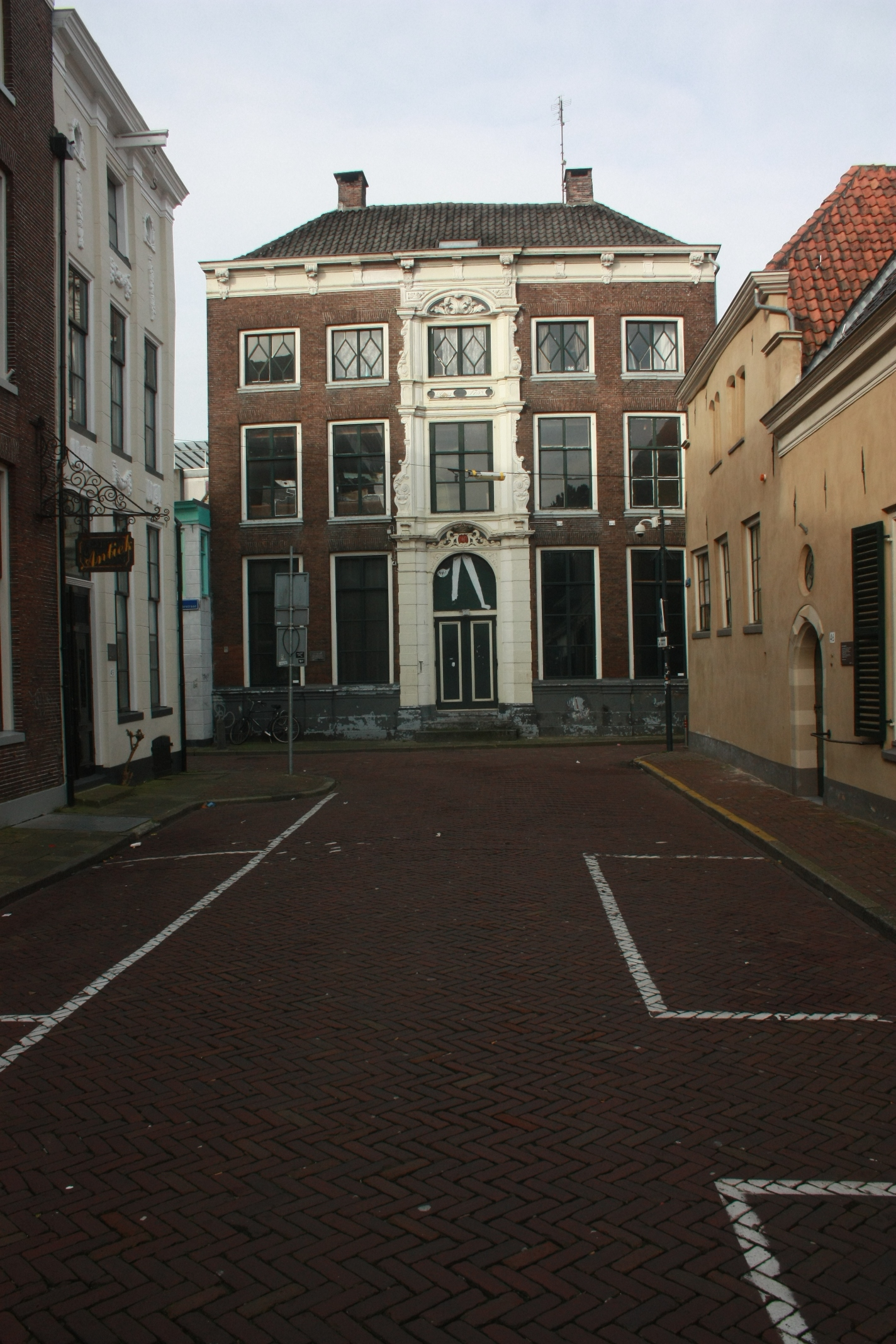
Het woonhuis van Van Braam in Zwolle.

Van Braam zou hierna niet meer uitvaren. Vanaf 1788 woonde hij in Zwolle in een patriciërshuis aan de Korte Kamperstraat 10. In 1790 werd hij nog gevraagd om als commissaris-generaal een commissie ter inspectie en verbetering van de defensie van de VOC-bezittingen in Azië te leiden maar dat sloeg hij af. Op 10 mei 1793 werd hij bevorderd tot viceadmiraal en was hij twee jaar commandant van het nieuw opgerichte korps scheepsartilleristen. Op 17 februari 1795, na de bezetting van Nederland door de Fransen en het uitroepen van de Bataafse Republiek, werd hij met vele anderen ontslagen. De vijf Admiraliteiten werden toen verenigd in het 'Comité tot zaken van de Marine', wat later het Ministerie van Marine zou worden. Stadhouder Willem V vroeg Van Braam in 1799 nog om een Nederlands eskader te leiden in de Brits/Russische invasie van de Bataafse Republiek, maar ook dat sloeg hij af. De invasie mislukte overigens. Van Braam overleed in Zwolle op 16 juli 1803.